# Connie Dierking
Conrad William Dierking, detto Connie (Brooklyn, 2 ottobre 1936 – Cincinnati, 29 dicembre 2013), è stato un cestista statunitense, professionista nella NBA e nella ABL.

## Carriera
Venne selezionato dai Syracuse Nationals al primo giro del Draft NBA 1958 (5ª scelta assoluta).

## Palmarès
- Campione ABL (1962)